# 산제미니
산제미니(이탈리아어: San Gemini)는 이탈리아 움브리아주 테르니도에 위치한 코무네다. 페루자로부터 남쪽 60km, 테르니로부터 북서쪽 10km 거리에 있다.
이 마을은 플라미니아 가도를 따라 있던 소규모의 로마시대의 도심지 위에 지어진, 이중성벽으로 둘러진 잘 보존된 중세시대의 자치구이다. 이곳은 광천수로 잘 알려져있다.
12세기의 이곳의 수호성인인 성 제미네에게 헌정된 두오모는 1775년에 보수되었고, 1817년에 재건축되었다. 제미네는 시리아 출신의 수도사이며, 815년에 사망하였다. 그의 유골 단지와 본래의 비석이 성구실에서 보존되고 있다가, 중앙 제단에 다시 안치되었다. 성 제미네의 수호성인 축제날은 10월 9일이다.

## 주요 관광지
- 카르술라이 유적지